# Heterogomphus dilaticollis
Heterogomphus dilaticollis är en skalbaggsart som beskrevs av Hermann Burmeister 1847. Heterogomphus dilaticollis ingår i släktet Heterogomphus och familjen Dynastidae. Inga underarter finns listade i Catalogue of Life.